# Darmstädter Burschenschaft Frisia
Die Darmstädter Burschenschaft Frisia  ist eine fakultativ schlagende und farbentragende Studentenverbindung an der Technischen Universität Darmstadt. Sie wurde am 6. Februar 1885 gegründet.

## Geschichte
Am 6. Februar 1885 gründete sich der Akademische Pharmazeutenverein an der damaligen Technischen Hochschule Darmstadt mit den Farben schwarz-weiß-blau. Den heutigen Namen Burschenschaft Frisia nahm die Studentenverbindung 1891 an. Ein Freundschaftsverhältnis mit der Burschenschaft Arminia Stuttgart schloss die Frisia 1924, welches bis heute besteht. Das Verbindungshaus im Prinz-Christians-Weg 11 wurde 1927 gekauft und Pfingsten 1928 feierlich eingeweiht.
Nachdem der Heß-Erlass vom 14. Mai 1936 das Fortbestehen der Studentenverbindungen im Nationalsozialismus endgültig unmöglich gemacht hatte, stellte die Frisia ihren Aktivenbetrieb zum Ende des Sommersemesters 1936 offiziell ein. Im Geheimen wurde er allerdings fortgeführt, wie auch weiterhin Mensuren geschlagen wurden. Infolge eines Pauktages vom 26. Februar 1938 mit dem Corps Obotritia Darmstadt griff die Reichsstudentenführung schließlich durch. Die Beteiligten erhielten einen Verweis der Hochschule und die Androhung der Relegation. Sofern sie ihm angehört hatten, wurden sie außerdem aus dem NS-Studentenbund ausgeschlossen. Der inoffizielle Aktivenbetrieb wurde daraufhin eingestellt. Die Altherrenschaft der Burschenschaft Frisia schloss sich am 1. Dezember 1939 dem Altherrenverband der Kameradschaft Friedrich Friesen an, den die Altherrenschaften der übrigen Darmstädter Burschenschaften Germania, Rheno-Guestfalia und Markomannia bereits gebildet hatten.
1941 wurde das Haus an die evangelische Kirchengemeinde verkauft.
Die Studentische Verbindung Friesland und die Altherrenschaft der Frisia fusionierten 1950 und mieteten eine Konstante in der Lauteschlägerstraße an. 1956 wurden 13 Alte Herren der Grenzmannschaft Altpreußen zu Breslau in die Altherrenschaft der Frisia aufgenommen.

## Verbände
Die Burschenschaft Frisia wurde am 2. Februar 1892 in einen der Vorgängerverbände des Rüdesheimer Verbandes deutscher Burschenschaften (RVdB) aufgenommen. Der RVdB vereinigte sich 1919 mit der Deutschen Burschenschaft (DB), und die Frisia wurde Mitglied in diesem Verband.
Auf dem ordentlichen Burschentag 1929 stellte die Frisia den Antrag, die DB möge dem Reichsausschuss für das Volksbegehren gegen den Young-Plan beitreten, der schließlich angenommen wurde und den Auftakt für eine allgemeinpolitische Betätigung des Verbandes neben der Hochschulpolitik bildete.
Für das Geschäftsjahr 1972/73 wurde die Burschenschaft Frisia zur Vorsitzenden der Deutschen Burschenschaft gewählt.
Die Frisia war Mitbegründer des Hambacher Kreis, welcher 1994 gegründet wurde. Er war eine Gruppe innerhalb der Deutschen Burschenschaft, die nach der Wiedervereinigung den Dachverband nach liberaleren Grundsätzen umzugestalten versuchte.
Aus dem Hambacher Kreis ging der Hambacher Convent hervor, welchen die Frisia wieder mitbegründete. Er ist ein unabhängiges Forum für den freundschaftlichen und freien Gedankenaustausch zwischen Burschenschaften. Gegründet wurde der Hambacher Convent 1997 während des 110. Stiftungsfestes der Burschenschaft Arminia Stuttgart.
Am 30. Juni 1997 trat die Burschenschaft Frisia aus dem Verband Deutschen Burschenschaft aus. In den neu gegründeten Verband Neue Deutsche Burschenschaft (NeueDB) trat die Frisia am 13. Juni 1998 ein. Im Geschäftsjahr 2003/2004 war sie Vorsitzende Burschenschaft der NeuenDB. Der Bundesconvent an Pfingsten 2014 traf den Beschluss, den Verband NeueDB mit sofortiger Wirkung zu verlassen.

## Verbindungshaus

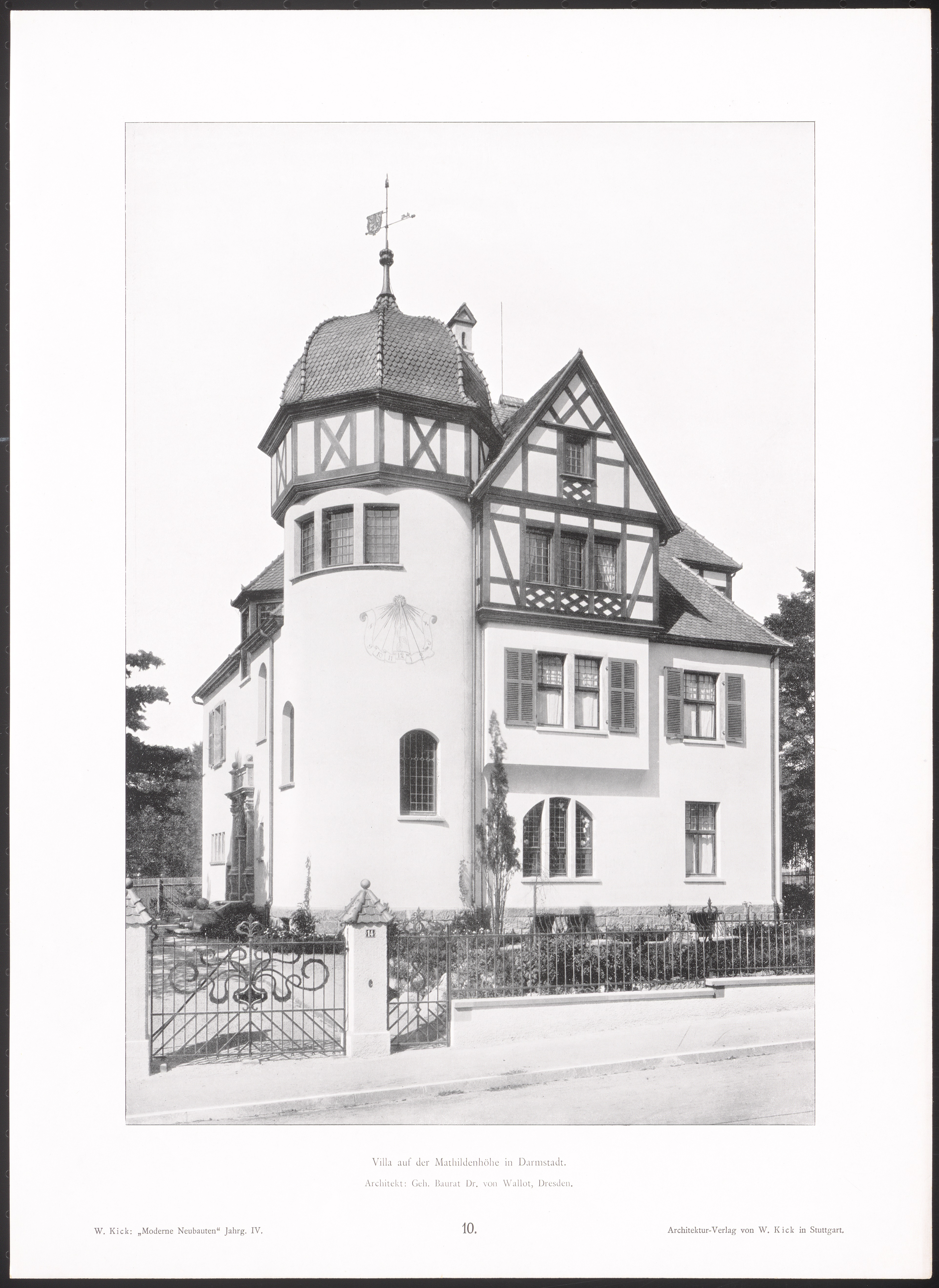
Villa Römheld vor dem Zweiten Weltkrieg

Das Verbindungshaus befindet sich im Alexandraweg 14 auf der Mathildenhöhe. Das Gebäude wurde 1899 von Paul Wallot (1841–1912, Architekt u. a. des Reichstages) für den hessischen Kabinettsrat Gustav von Römheld (1861–1933, Vorstand des großherzoglichen Kabinetts) als malerische, neobarocke Villa mit Spitzdach und einem Turm gebaut. Die Innenausstattung wurde 1900 von  Joseph Maria Olbrich teilweise neu entworfen.
Bei dem Luftangriff auf Darmstadt in der Nacht des 11. September 1944 wurde das Gebäude bis auf die Grundmauern zerstört. Die Burschenschaft Frisia kaufte das Haus 1953. Erhalten sind vom ursprünglichen Haus lediglich das Prunkportal und die vorgesetzte Freitreppe sowie Teile des Grundstückzaunes.
Von der Fertigstellung des Hauses 1955 bis 1964 beherbergte das Friesenhaus auch noch die Alte Darmstädter Burschenschaft Germania im Obergeschoss. Im östlichen, der Mathildenhöhe zugewandten Teil, befand sich ein schmaler Kneipsaal sowie ein Chargenzimmer.
2011 wurde das Haus aufgestockt. Dabei wurden eine Wohnetage und ein Dachboden hinzugefügt und die Zimmeraufteilung im ersten Stock geändert.

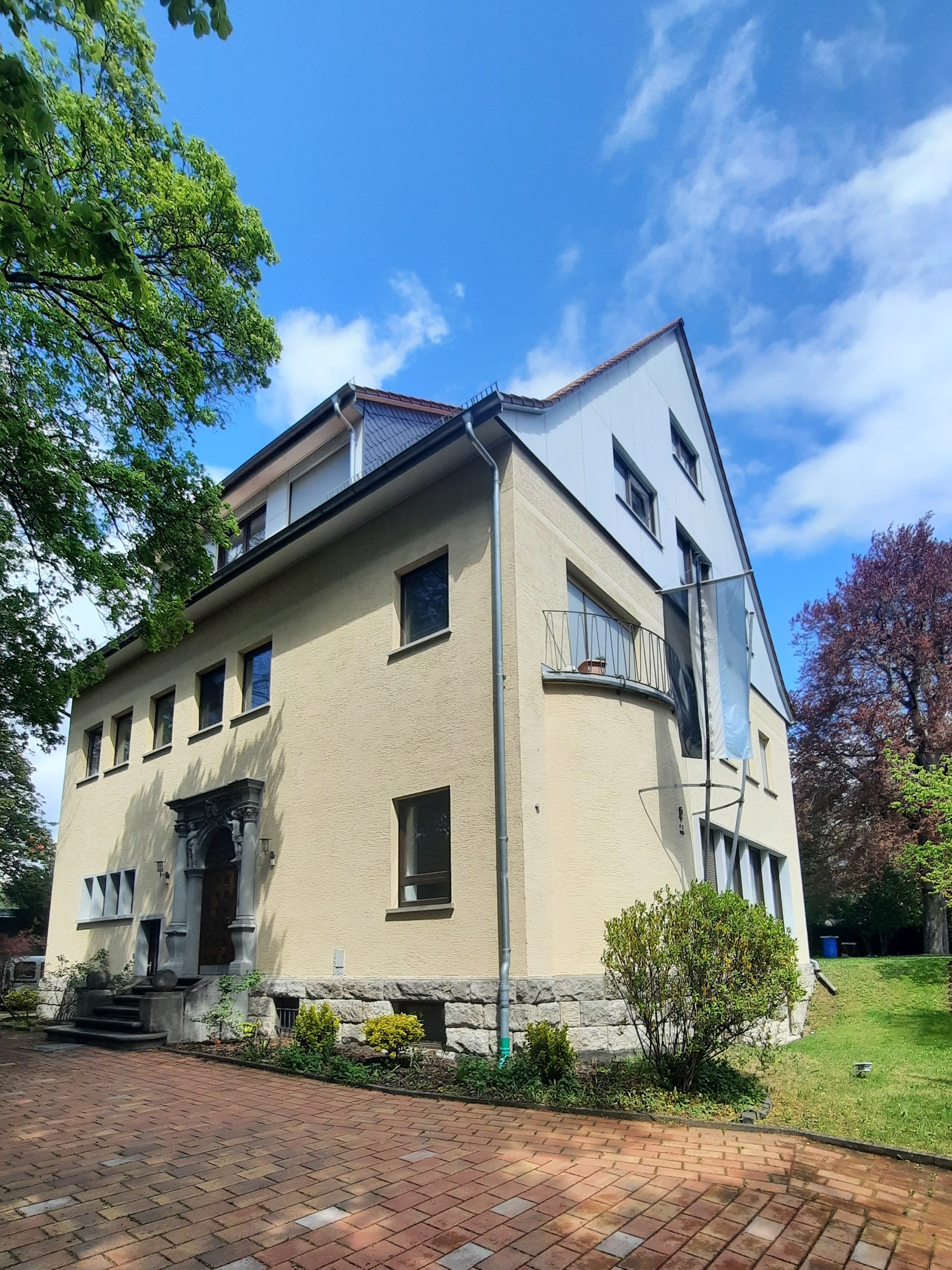
Das aufgestockte Friesenhaus 2021

## Bekannte Mitglieder
- Georg Beck (1901–1943), Professor an der Technischen Hochschule Dresden
- Wilfried Diebschlag (1938–2004), Professor an der Technischen Universität München
- Karl Gallwitz (1882–1945), Ministerialdirektor der Abteilung Bauwesen des Luftwaffenverwaltungsamtes
- Hans Harms (1906–1975), Wirtschaftsmanager
- Georg Heyl (1866–1942), Professor an der Technischen Hochschule Darmstadt
- Gerhard Kritzler (1934–2013), Unternehmer
- Ernst Martens (1883–1981), Bauingenieur und Politiker
- Wieland Ramm (* 1937), Bauingenieur, Professor an der Technischen Universität Kaiserslautern
- Karl Schmidt (1875–1941), Elektroingenieur
- Julius Scriba (1866–1937), Apotheker (1935 ausgeschlossen)
- Hans Süssenguth (1913–2002), Manager
- Karl Hermann Zipp (1875–1940), Elektroingenieur